# Буяли
Буяли (пол. Bujały) — село в Польщі, у гміні Садковиці Равського повіту Лодзинського воєводства.
Населення — 212 осіб (2011).
У 1975—1998 роках село належало до Скерневицького воєводства.

## Демографія
Демографічна структура станом на 31 березня 2011 року:
|          | Загалом | Допрацездатний вік | Працездатний вік | Постпрацездатний вік |
| -------- | ------- | ------------------ | ---------------- | -------------------- |
| Чоловіки | 114     | 33                 | 63               | 18                   |
| Жінки    | 98      | 24                 | 48               | 26                   |
| Разом    | 212     | 57                 | 111              | 44                   |